# صندوقچه

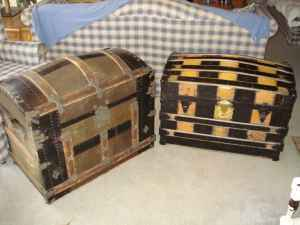
صندوقچه

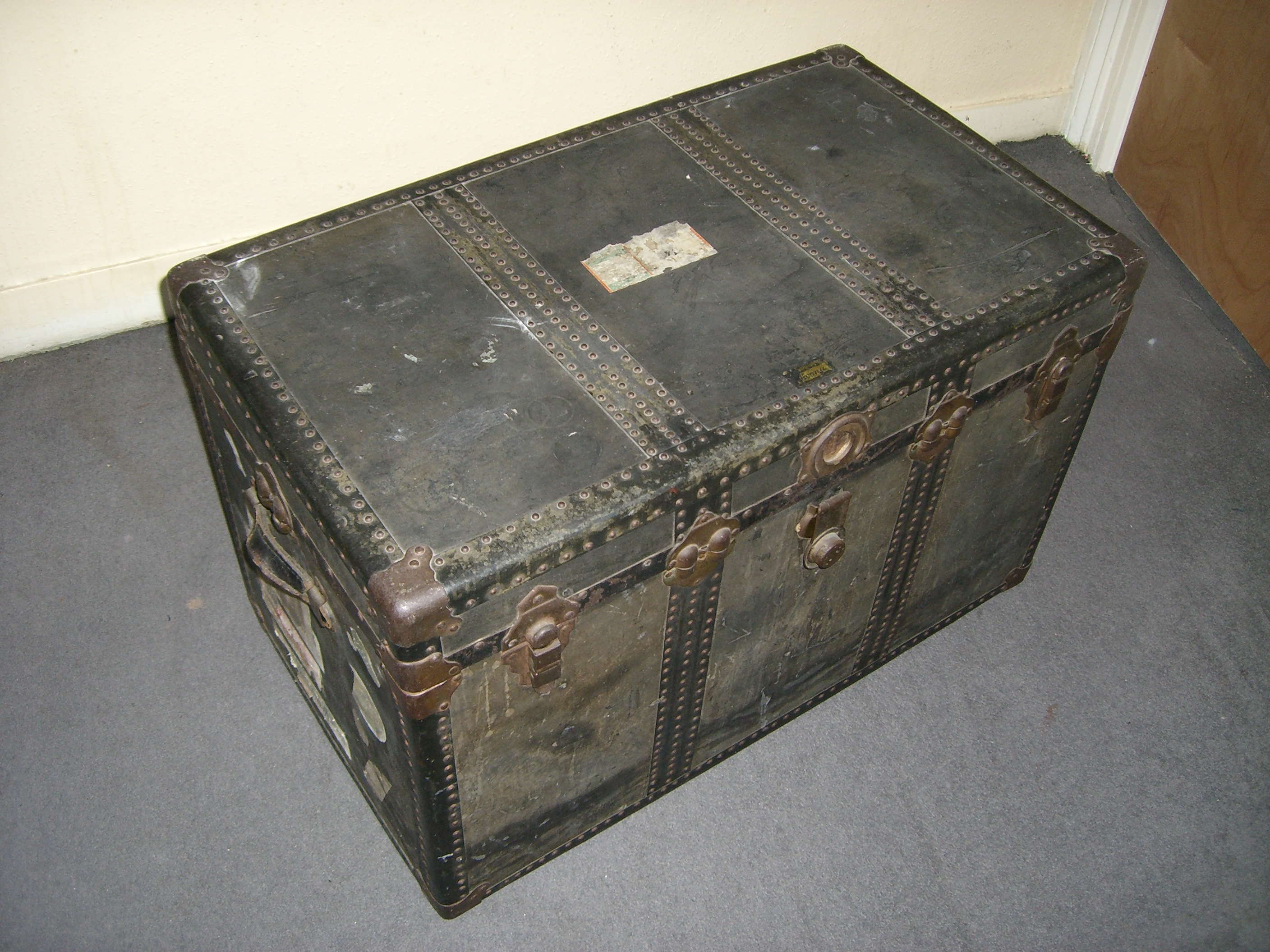
صندوقچه

صندوقچه یا صندوق ابزاری است برای نگهداری اسباب که معمولاً دارای قفل می‌باشد.
فریدون جنیدی در ویرایش شاهنامه می‌نویسد: صندوق تازی شده چَنتوک پهلوی است، که گونهٔ دیگر آن چَنتک = چنته است که هنوز کاربرد دارد.
بفرمود تا درگری پاک مغز است
یکی تخته جُست از درِ کار، نغز
یکی خُرد چنتوک از چوب خشک
بکردند و برزد بر او قیر و مشک

## جنس گونه‌های صندوقچه‌ها
- آهنی
- چوبی
- چرمی